# بخش یادگیر
بخش یادگیر (به انگلیسی: Yadgir district) یک منطقهٔ مسکونی در هند است که در بخش گولبرگا واقع شده‌است. بخش یادگیر ۵٬۲۳۴ کیلومتر مربع مساحت و ۱٬۱۷۴٬۲۷۱ نفر جمعیت دارد.